# THEMIS

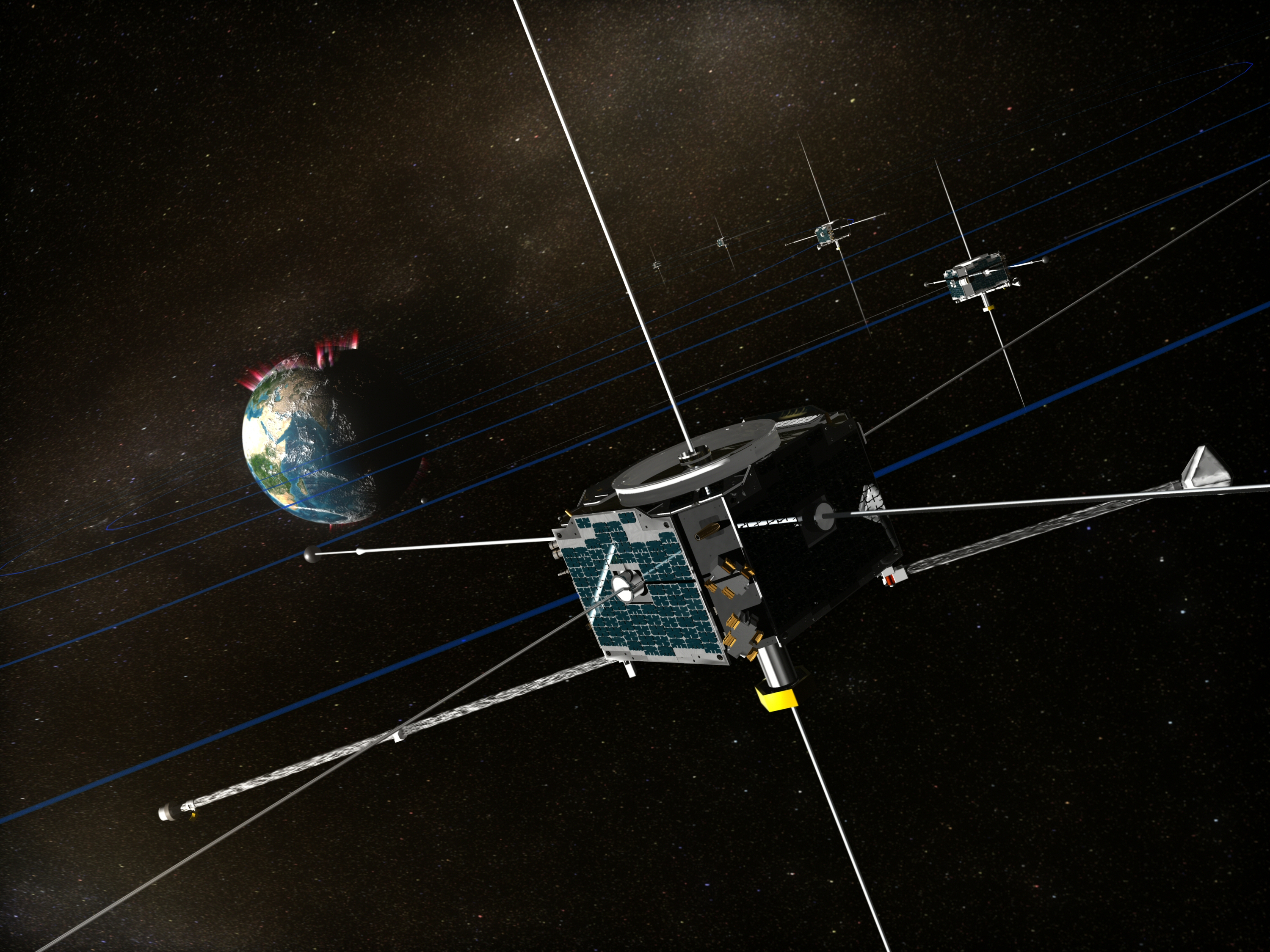
THEMIS на орбите

THEMIS — название космического проекта НАСА, по изучению магнитосферных суббурь. Проект THEMIS состоит из пяти идентичных по конструкции и взаимозаменяемости микроспутников, которые были запущены 17 февраля 2007 года с космодрома имени Джона Кеннеди Мыс Канаверал с помощью ракеты-носителя Дельта-2 7925-10C.
THEMIS расшифровывается как Time History of Events and Macroscale Interactions during Substorms (Динамика событий и макроскопических взаимодействий во время суббурь).

## Инструменты
На каждом из пяти спутников установлены следующие научные приборы:
EFI (Electric Field Instrument)
Измеритель электрического поля, предназначен для измерения движения электризованного газа относительно спутника.
FGM (Flux Gate Magnetometr)
Феррозондовый магнитометр, для измерения постоянного магнитного поля.
SCM (Search Coil Magnetometr)
Индукционный магнитометр, предназначен для измерения излучения в земной магнитосфере в диапазоне частот от 0,1 до 4000 Гц.
ESA (Electrostatic Analyzer)
Электростатический анализатор, предназначен для измерения параметров потоков электронов и ионов в диапазоне энергии от 3 эВ до 30 кэВ.
SST (Solid State Telescope)
Твердотельный телескоп, предназначен для измерения параметров потоков частиц в диапазоне от 25 кэВ до 6 МэВ.

## Окончание запланированной миссии
В 2010 году проект завершился, однако учёные решили использовать два спутника на самых дальних от Земли орбитах для исследования Луны и отправили их на окололунную орбиту. Им присвоили новые названия: THEMIS B стал называться ARTEMIS P1, а THEMIS C — ARTEMIS P2 (ARTEMIS — Acceleration, Reconnection, Turbulence and Electrodynamics of the Moon's Interaction with the Sun).
Аппараты двигались по очень сложной траектории, которая позволила по максимуму использовать гравитацию Земли и Луны и расходовать минимальное количество топлива. Сначала они были переведены в точки Лагранжа Луны, удобные для изучения магнитного её поля, а затем — на орбиты вокруг Луны. Один из аппаратов вышел на окололунную орбиту 27 июня 2011 года, а второй — 17 июля 2011 года.